# Општина Мирчешти (Јаши)
Мирчешти (рум. Mirceşti) општина је у Румунији у округу Јаши.
Oпштина се налази на надморској висини од 255 m.